# Mew (band)
Mew is een Deense groep die indierock- en popsongs speelt. De band bestaat uit Jonas Bjerre (zang), Bo Madsen (gitaar) en Silas Utke Graae (drums). Voormalig lid Johan Wohlert (bas) maakt in april 2006 bekend dat hij stopt met in Mew spelen aangezien hij zich volledig wil richten op het vaderschap, maar kwam later weer terug. Naast de drie officiële leden heeft Mew ook nog een live toetsenist (Nick Watts) en een live bassist (Bastian Juel). Echter is Bastian geen vervanging voor Johan. De band heeft laten weten dat Bastian niet mee zal spelen op de toekomstige albums van Mew.

## Geschiedenis
De basis voor de band werd gelegd in wat wij de brugklas zouden noemen. Er moest een artistieke opdracht vervuld worden. Er kwam een film uit over de verwoesting van de natuur door de mens; ze schreven er zelf de muziek bij. Uiteindelijk werd Mew in 1995 in Hellerup opgericht en in 1997 volgde hun eerste album, A Triumph for Mankind.Van het album kwam een klein plaatselijk hitje I Should have been a Tsin-tsi (for you). In 2000 volgde hun tweede album. Ze waren meteen ambitieus want het verscheen op hun eigen platenlabel Evil Office en voor sommige tracks trad als muziekproducent Flemming Rasmussen (bekend van onder meer Metallica) op. Ze werden daardoor bekender en konden op uitgebreide tournees. Ze vielen op bij Sony BMG, want ze mochten voor dat label een vijftal muziekalbums opnemen, waarbij het eerste album Frengers een bundeling was van de beste tracks van hun eerste twee albums. Frengers had alweer een bekende producer, nu was Rich Costey van Audioslave en Rage Against The Machine aan de beurt. Frengers ging in Denemarken ongeveer 40.000 keer over de toonbank en is het album dat zo ongeveer voor het eerst in de Nederlandse poprubrieken opduikt. In 2006 worden ze uitgeroepen tot Deense popgroep van het jaar. In 2009 volgde een album waarbij Mew een gooi doet naar de langste titel voor een popalbum. In 2015 kwam Wohlert terug, maar vertrok medeoprichter Madsen.

## Discografie

### Albums
- 1997: A Triumph for Man
- 2000: Half the World Is Watching Me
- 2003: Frengers
- 2005: And the Glass Handed Kites
- 2006: A Triumph for Man, heruitgave met bonus-cd
- 2007: Half the World Is Watching Me, heruitgave met bonus-cd
- 2009: No More Stories/Are Told Today/I'm Sorry/TheyWashed Away/No More Stories/The World Is Grey/I'm Tired/Let's Wash Away
- 2015: + -
- 2017: Visuals

### Singles
Geen tot en met 2009 belandt in de Top40:
- 1997: She Came Home For Christmas
- 2000: King Christian
- 2000: Her Voice Is Beyond Her Years
- 2000: Mica
- 2000: I Should Have Been A Tsin-Tsi (for you)
- 2000: She Came Home For Christmas
- 2002: Am I Wry? No?
- 2003: Comforting Sounds
- 2003: She Came Home For Christmas/That Time On The Ledge
- 2003: 156
- 2005: Apocalypso
- 2005: Special
- 2006: Why Are You Looking Grave?
- 2006: The Zookeeper's Boy
- 2009: Introducing Palace Players